# Deraeocoris piceicola
Deraeocoris piceicola är en insektsart som beskrevs av Knight 1927. Deraeocoris piceicola ingår i släktet Deraeocoris och familjen ängsskinnbaggar. Inga underarter finns listade i Catalogue of Life.